# Liste der Bodendenkmäler in Bad Berleburg
Die Liste der Bodendenkmäler in Bad Berleburg enthält die denkmalgeschützten unterirdischen baulichen Anlagen, Reste oberirdischer baulicher Anlagen, Zeugnisse tierischen und pflanzlichen Lebens und paläontologischen Reste auf dem Gebiet der Stadt Bad Berleburg im Kreis Siegen-Wittgenstein in Nordrhein-Westfalen (Stand: Oktober 2020). Diese Bodendenkmäler sind in Teil B der Denkmalliste der Stadt Bad Berleburg eingetragen; Grundlage für die Aufnahme ist das Denkmalschutzgesetz Nordrhein-Westfalen (DSchG NRW).
| Bild                           | Bezeichnung                                                              | Lage          | Beschreibung | Bauzeit | Eingetragen seit | Denkmal- nummer |
| ------------------------------ | ------------------------------------------------------------------------ | ------------- | ------------ | ------- | ---------------- | --------------- |
|                                | Schieferschaubergwerk                                                    | Raumland      |              |         |                  | 1               |
|                                | Wallburg bei Aue                                                         | Aue/Berghsn.  |              |         |                  | 2               |
|                                | Wallburg bei Wemlighausen                                                | Wemlighausen  |              |         |                  | 3               |
|                                | Wallburg bei Dotzlar                                                     | Dotzlar       |              |         |                  | 4               |
| Ehemalige Burganlage Richstein | Ehemalige Burganlage Richstein                                           | Richstein     |              |         |                  | 5               |
|                                | Reste der ehemaligen Stadtbefestigung (2 Stadttore und Bürgerturm)       | Bad Berleburg |              |         |                  | 6               |
|                                | Oberer Markt, Standort der 2. Stadtkirche                                | Bad Berleburg |              |         |                  | 7               |
|                                | Reste der ehemaligen Kirche Richstein                                    | Richstein     |              |         |                  | 8               |
|                                | Standort der ehemaligen Kirche in Odeborn                                | Bad Berleburg |              |         |                  | 9               |
|                                | Fahrspuren der ehem. Marburger Straße im Steinsbachtal                   | Bad Berleburg |              |         |                  | 10              |
|                                | Hohlwege der Berleburger Kohlenstraße an der Birkefehler Höhe            | Berghausen    |              |         |                  | 11              |
|                                | Hohlwege der alten Land- und Kohlenstraße von Wingeshausen ins Sauerland | Wingeshausen  |              |         |                  | 12              |